# 福江町 (長崎県)
福江町（ふくえまち）は、長崎県南松浦郡にあった町。五島列島南部の福江島東部を主な町域とした。1954年（昭和29年）に福江島東部の周辺各村と合併し市制施行し、福江市となった。
現在は五島市の中心市街地を成している。

## 地理
五島列島の福江島東部と蠑螺島を町域とする。「福江」の地名について、古くは「深江（ふかえ）」と称したとされ、深く入り込んだ入江から深江となり、寛永15年に石田陣屋の完成にあたり福江に改めたとされる。
- 島嶼：蠑螺島（さざえじま）
- 山：鬼岳、笹嶽、御茶園山、大坂峠
- 河川：福江川、一ノ川
- 港湾：福江港

## 歴史
- 1889年（明治22年）4月1日 - 町村制の施行により、南松浦郡福江村が村制施行し、福江村が発足。
- 1910年（明治43年） - 福江郷にて大火が発生。商店など245棟が焼失。（福江商店街大火）[2]
- 1919年（大正8年）10月1日 - 町制施行して福江町が発足。
- 1954年（昭和29年）4月1日 - 南松浦郡奥浦村、崎山村、本山村、大浜村と合併して福江市を新設し、福江町は自治体として消滅。

## 地名
郷を行政区域とする。福江町は1889年の町村制施行時に単独で自治体として発足したため、大字は無し。（発足当初は福江村）
- 大荒郷（おおあれ）
- 上大津郷（かみおおづ）
- 木場郷（こば）
- 籠淵郷（こもりぶち）
- 下大津郷（しもおおづ）
- 福江郷
- 松山郷
- 三尾野郷
- 吉久木郷

## 名所・旧跡
- 福江城（石田城）跡